# Louis de Gaya
Louis de Gaya fue un historiador y noble de Francia del siglo XVII.

## Biografía
Louis de Gaya fue Señor de Treville y capitán de un regimiento de la Champagne, que vivió bajo el reinado de Luis XIV de Francia.
Como escritor dejó varias obras escritas sobre el arte de la guerra, tratado de armas, ceremonias nupciales, genealogía y de la nobleza.
Casimir Freschot (-1720), traductor, escritor y compilador, que dejó escritas gran número de obras y otras en el "Magazin encyclopédique" de Antoine Aleixandre Barbier, dio una traducción italiana de la obra de ceremonias nupciales de Louis de Gaya, en Venecia, 1683, en 12º.
J.B.C Roux de Rochelle, historiador y ministro plenipotenciario de Francia, escribió la historia del regimiento en el que sirvió Louis de Gaya, en la obra titulada "Histoire du régiment de Champagne", Firmin Didot, 1839.

## Obras
- Matrimonial ceremonies displayed:...., London: H. Serjeant, 1886.
- Les huit barons de l'abbaye de St. Corneille de Compiègno,.., Noya, 1680, en 12º.
- Histoire genealogique et chronologique des dauphins de Viennois:...., París: chez E. Michallet, 1683.
- Ceremonies nuptiales de toutes les nations, París: chez E. Michallet, 1681.
- A treatise of the arms and engines of war:.., London: R. Hartford, 1678.
- The art of war..., London: R. Hartford, 1678.
- Traite de armes....., París, S. Cramoisy, 1678.
- Otras